# Panon
Panon is een gemeente in het Franse departement Sarthe (regio Pays de la Loire) en telt 36 inwoners (2009). De plaats maakt deel uit van het arrondissement Mamers.

## Geografie
De oppervlakte van Panon bedraagt 2,5 km², de bevolkingsdichtheid is dus 14,4 inwoners per km².
De onderstaande kaart toont de ligging van Panon met de belangrijkste infrastructuur en aangrenzende gemeenten.

## Demografie
Onderstaande figuur toont het verloop van het inwonertal (bron: INSEE-tellingen).